# Mark of the Vampire
Mark of the Vampire é um filme estadunidense de 1935 dos gêneros "Horror" e "Mistério", dirigido por Tod Browning. Refilmagem do filme mudo de 1927 do mesmo diretor, London After Midnight (estrelado por Lon Chaney) com algumas mudanças tais como certas circunstâncias e nomes dos personagens. Foi a última colaboração cinematográfica de Béla Lugosi e Tod Browning.
O filme foi realizado com a duração de 75 minutos mas foi reduzido para 60 minutos pela MGM. Conta-se que isso foi em razão da subtrama que aludia a incesto - o que era inaceitável pelos padrões do Código de Censura dos Produtores - entre os personagens Conde Mora (interpretado por Bela Lugosi) e sua filha. Contudo, os comentários ouvidos na versão do DVD, sugerem que os cortes foram de material cômico.
O personagem de Conde Mora aparece com um ferimento à bala na fronte o qual, segundo o roteiro original, teria sido pelo suicídio cometido após a prática do incesto. Com os cortes no filme, o ferimento ficou sem explicação. O filme traz uma cena memorável (e bastante difícil de ser realizada) da transformação de um morcego gigante em Luna. Os morcegos gigantes vistos em cena teriam sido importados da América do Sul.
Apesar de inclusive os atores terem sido convencidos de que a história era sobre vampiros durante a maior parte das filmagens, o roteiro seguiu a tradição anterior das realizações do cinema mudo, tais como The Cat and the Canary ou The Gorilla, quando a trama sobrenatural era na verdade um crime misterioso. Devido a isso, alguns consideram essa produção como uma sátira aos filmes de horror realizados a partir de 1931.

## Elenco
- Lionel Barrymore...Professor Zelen
- Elizabeth Allan...Irena Borotyn
- Béla Lugosi...Conde Mora
- Lionel Atwill...Inspetor Neumann
- Jean Hersholt...Barão Otto von Zinden
- Henry Wadsworth...Fedor Vincente
- Donald Meek...Dr. J. Doskil
- Carroll Borland...Luna
- Holmes Herbert...Sir Karell Borotyn

## Sinopse
Sir Karell Borotyn é encontrado morto em sua grande casa, com duas pequenas marcas de perfuração no pescoço. O médico Dr. Doskil e o amigo de Sir Karell, Barão Otto, estão convencidos de que o responsável pelo assassinato foi um vampiro, e suspeitam especificamente dos vizinhos Conde Mora e sua filha Luna. Mas Neuman, o inspetor de polícia de Praga, se recusa a crer nisso. Enquanto o inspetor realiza sua investigação, a filha de Karell, Irena, aparece com idênticas marcas de vampiro no pescoço. O professor Zelen, perito em vampiros e ocultismo, é chamado para ajudar no caso. Ao final, as verdadeiras circunstâncias da morte de Sir Karell serão reveladas.